# Sergio Guenza
Sergio Guenza (Roma, 9 gennaio 1933 – Roma, 6 aprile 2020) è stato un allenatore di calcio e calciatore italiano, di ruolo centrocampista.

## Carriera

### Giocatore
Ha giocato nelle giovanili della Lazio dal 1947 al 1952 e dal 1953 al 1956; nel corso di questi anni ha anche vinto un Campionato Cadetti, nella stagione 1955-1956. Nella stagione 1952-1953 ha invece giocato in prestito con L'Aquila, nel campionato di IV Serie.
Nel 1956 viene ceduto al Tivoli, con cui nella stagione 1956-1957 disputa il Campionato Interregionale; nella stagione successiva la Lazio lo cede definitivamente al Foligno, dove disputa la Prima Categoria del Campionato Interregionale. Milita poi nel Vis Sezze, in Prima Categoria, tra il 1962 e il 1964.

### Allenatore
Ha allenato per vari anni nelle giovanili della Lazio, di cui nella stagione 1981-1982 ha allenato la squadra Primavera; nella stagione 1982-1983 ha invece lavorato come vice di Roberto Clagluna nella prima squadra biancoceleste, impegnata nel campionato di Serie B; è stato vice dei biancocelesti anche nella stagione 1983-1984, in Serie A.
In precedenza, dal 1979 al 1981 aveva allenato la nazionale femminile italiana, e negli stessi anni ha anche collaborato con la Lazio CF, che allena in coppia con Mario Celini dal 1977 al 1980, dal 1982 al 1983 e dal 1984 al 1986, in coppia con Gastone Fortuna dal 1983 al 1984, in coppia con Ennio Bianchini nella stagione 1986-1987, con Remo Stefanelli nella stagione 1987-1988, in solitaria nella stagione 1998-1999 e infine in coppia con Stefano Cerbella nella stagione 2004-2005; in tutti questi anni alla guida delle biancocelesti (sempre in Serie A) vince complessivamente 4 Scudetti e 3 Coppe Italia femminili. Nella stagione 1986-1987 allena il Tuscania nel Campionato Interregionale. Nella stagione 1987-1988 ha anche allenato per un breve periodo l'Angizia Luco nel campionato maschile di Serie C2, venendo però esonerato a stagione in corso. Nella stagione 1988-1989 torna nuovamente ad allenare il Tuscania, nel campionato laziale di Promozione.
Dal 1989 al 1998 ha inoltre allenato nuovamente la nazionale femminile, con la quale ha partecipato a tre edizioni dei Campionati Europei (quella del 1991, quella del 1993 e quella del 1997), chiuse rispettivamente al quarto posto (1991) e con due finali perse contro Norvegia (1993) e Germania (1997); sempre in nazionale ha partecipato ai Mondiali del 1991, nei quali le azzurre sono state eliminate ai quarti di finale dalla Norvegia.
È morto nell'aprile del 2020 all'età di 87 anni.

## Palmarès

### Giocatore
- Campionato Cadetti: 1

Lazio: 1955-1956

### Allenatore
- Campionato italiano: 4

Lazio: 1979, 1980, 1986-1987, 1987-1988
- Coppa Italia: 3

Lazio: 1977, 1985, 1998-1999